# Nicolae Bălcescu
Nicolae Bălcescu (29. června 1819 Bukurešť – 29. listopadu 1852 Palermo) byl rumunský voják, historik, novinář a vůdce revoluce roku 1848 v Rumunsku.

## Raný život
Narodil se v Bukurešti v rodině nižší šlechty. Místo jména svého otce (Petrescu) používal rodné jméno své matky. Otce příliš nepoznal, zemřel v roce 1824, když bylo Nicolaeovi pět let.
V 17 letech vstoupil do valašské armády a v roce 1840 se zúčastnil spiknutí proti princi Alexandru II. Ghicovi. Spiknutí bylo odhaleno a Bălcescu byl uvězněn v klášteře Mărgineni, kde strávil dva roky. Drsné podmínky ve vězení vedly k tomu, že onemocněl tuberkulózou, která zanechala nevratné stopy na zdraví a později též vedla k jeho smrti.
Po svém propuštění (poté, co mu nový princ Gheorghe Bibescu udělil milost) se podílel na vytvoření tajné společnosti sestavené na principech svobodného zednářství s názvem Frăția („Bratrstvo“), kterou vedl společně s Ionem Ghicou (budoucím pětinásobným rumunským premiérem) a Christianem Tellem (brzy se k nim připojil Gheorghe Magheru). Bratrstvo se zavázalo vést boj proti princi Bibescovi.

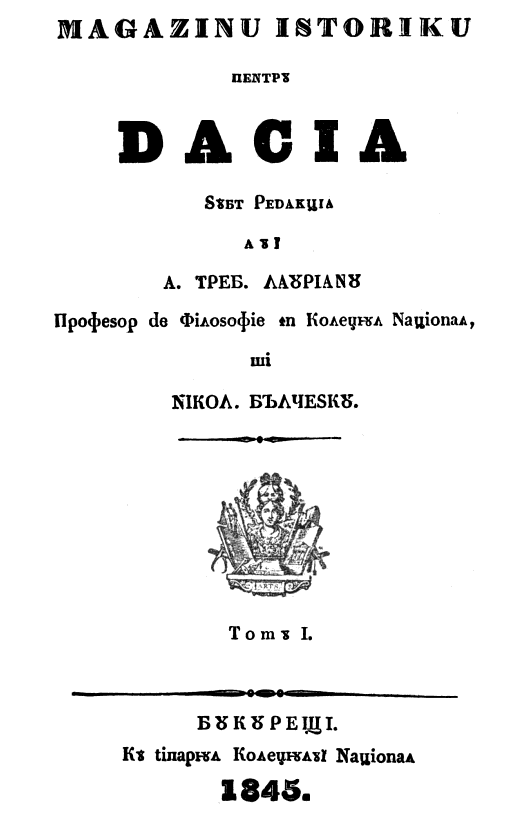
První stránka Magazinu istoric pentru Dacia, 1845

Aby mohl studovat historii, Bălcescu odjel do Francie a Itálie. Byl zároveň spolu s Augustem Treboniu Laurianem redaktorem časopisu s názvem Magazin istoric pentru Dacia, který poprvé vyšel v roce 1844. Toho roku také vydal v jiném časopise svůj esej Puterea armată și arta militară de la întemeierea Prințipatului Valahiei și până acum (Vojenská síla a umění válečné od vytvoření Valašského knížectví) v němž argumentoval, že zárukou sebeurčení každého státu je hlavně silná armáda. Jeden z jeho příspěvků do časopisu Magazin istoric pentru Dacia ho ukazuje jako radikála: Despre starea socială a muncitorilor plugari în Principatele Române în deosebite timpuri (O sociálním postavení oráčů z dunajských knížectví v různých dobách). Navrhuje v něm pozemkovou reformu, která by vyvlastnila velké pozemky bojarů, a ty by byly rozděleny rolníkům bez půdy. To zaujalo Karla Marxe, který na tento článek v jednom svém díla odkazoval, což Bălcescuovi zajistilo později roli národního klasika v komunistickém Rumunsku.
V Paříži (1846) se stal vůdcem nacionalistické a liberálně-radikální skupiny Societatea studenților români (Společnost rumunských studentů), která sjednotila jak Valachy, tak Moldavany — patřili k ní také Ion Brătianu, Alexandru C. Golescu, Ion Ionescu de la Brad a také Mihail Kogălniceanu.

## Revoluce
V roce 1848, po účasti v únorové revoluci ve Francii, se Bălcescu vrátil do Bukurešti, aby se zúčastnil i domácí revoluce, která vypukla 11. června, především pod vedením Kogălniceana. Dva dny byl ministrem zahraničí prozatímní vlády dosazené revolucionáři. Jeho obhajoba všeobecného volebního práva a pozemkové reformy nenašla velkou podporu mezi revolucionáři a jeho skupina se dostala do konfliktu ortodoxním metropolitou Neofitem II., který byl hlavou revoluční vlády (nakonec zcela přeběhl na stranu protirevolučních sil).
Bălcescu byl zatčen 13. září 1848 úřady Osmanské říše, které revoluci potlačily. Odpor radikálů vůči imperiálnímu Rusku vedl k tomu, že se většina z nich nechtěla s Rusy v Rumunsku setkat poté, co jejich jednotky zamířily Osmanům vypomáhat s potlačením revoluce - Osmané jim nabídli možnost odchodu do Istanbulu, což většina využila. Učinil tak i Bălcescu, byť původně uprchl do Transylvánie, odkud byl ale vypovězen Habsburky, kteří jej považovali za hrozbu.

## V Istanbulu a Transylvánii
Na začátku roku 1849 byl tudíž Bălcescu v Istanbulu, když maďarské revoluční armády pod vedením Józefa Bema zahájily úspěšnou ofenzívu proti habsburským silám a jejich transylvánským rumunským spojencům. Maďarská vláda Lajose Kossutha poté vstoupila do války s rumunskými partyzánskými silami Avrama Iancua. Rumunští revolucionáři v Istanbulu byli osloveni polskými revolucionáři v exilu, jako byl Henryk Dembiński, aby zprostředkovali mír mezi Maďary a prohabsburskými Rumuny.
Bălcescu odjel do Debrecínu v květnu 1849 a setkal se s Kossuthem, aby převzal Kossuthovu nabídku dohody Rumunům a mohl ji předat Iancuovi. Historiografie inspirovaná marxismem to oslavovala jako dohodu mezi Kossuthem a Bălcescem. Ve skutečnosti Bălcescu mírovou nabídku vnímal jako neuspokojivou pro Rumuny a radil Iancovi, ať ji odmítne. To Iancu také učinil, souhlasil ovšem s dočasným příměřím. Maďaři vyzvali Rumuny ke stažení z Transylvánie, protože region se měnil v bojiště mezi Ruskem (vypomáhajícím Habsburkům) a Maďary. Rumuni v Transylvánii ruskou přítomnost skutečně nijak zvlášť nevítali a z bojů se stáhli, nicméně odevzdali své zbraně Habsburkům.

## Poslední roky
Po porážce maďarské revoluce Bălcescu musel zůstat v exilu, pendloval mezi Francií a Itálií. V exilu také sepsal své nejdůležitější historické dílo Românii supt Mihai-Voievod Viteazul (Rumuni pod vládou Michala Chrabrého). Ovšem publikováno bylo až posmrtně Alexandru Odobescem v roce 1860. Bălcescu vyzdvihl v díle Michala jako toho, kdo jako první spojil Valašsko, Transylvánii a Moldávii pod jednu vládu - zde se projevil Bălcescův rumunský nacionalismus. Jeho radikalismus ho nicméně přivedl ke kritice Michala jakožto zastánce nevolnictví a privilegií.
V posledních letech života intenzivně publikoval, včetně francouzsky psané studie Question économique des Principautés Danubiennes. S Adamem Mickiewiczem vydával časopis La Tribune des Peuples. Zemřel na tuberkulózu v Palermu ve věku 33 let.
Jeho ostatky zůstaly v Palermu, přestože se je Komunistická strana Rumunska v roce 1970 pokusila přivézt zpět do Rumunska, aby je použila pro komunistickou propagandu. Kapucínští mniši v Palermu však odepřeli rumunské komunistické delegaci historiků přístup ke hrobu.

## Osobní život
Bălcescu se nikdy neoženil, ačkoli měl se svou milenkou Alexandrou Florescuovou syna Bonifacia Floresca (1848–1899), který se stal profesorem francouzského jazyka a literatury.